# Мендосінський мотор
Мендосінський мотор  або Мотор Спрінга — електричний двигун із магнітною левітацією ротора і живленням від сонячної енергії. Названий за округом Мендосіно. Маючи дуже низьку вихідну потужність, як правило, використовується лише як технічна демонстрація, але є популярним проектом серед любителів електроніки.

## Опис

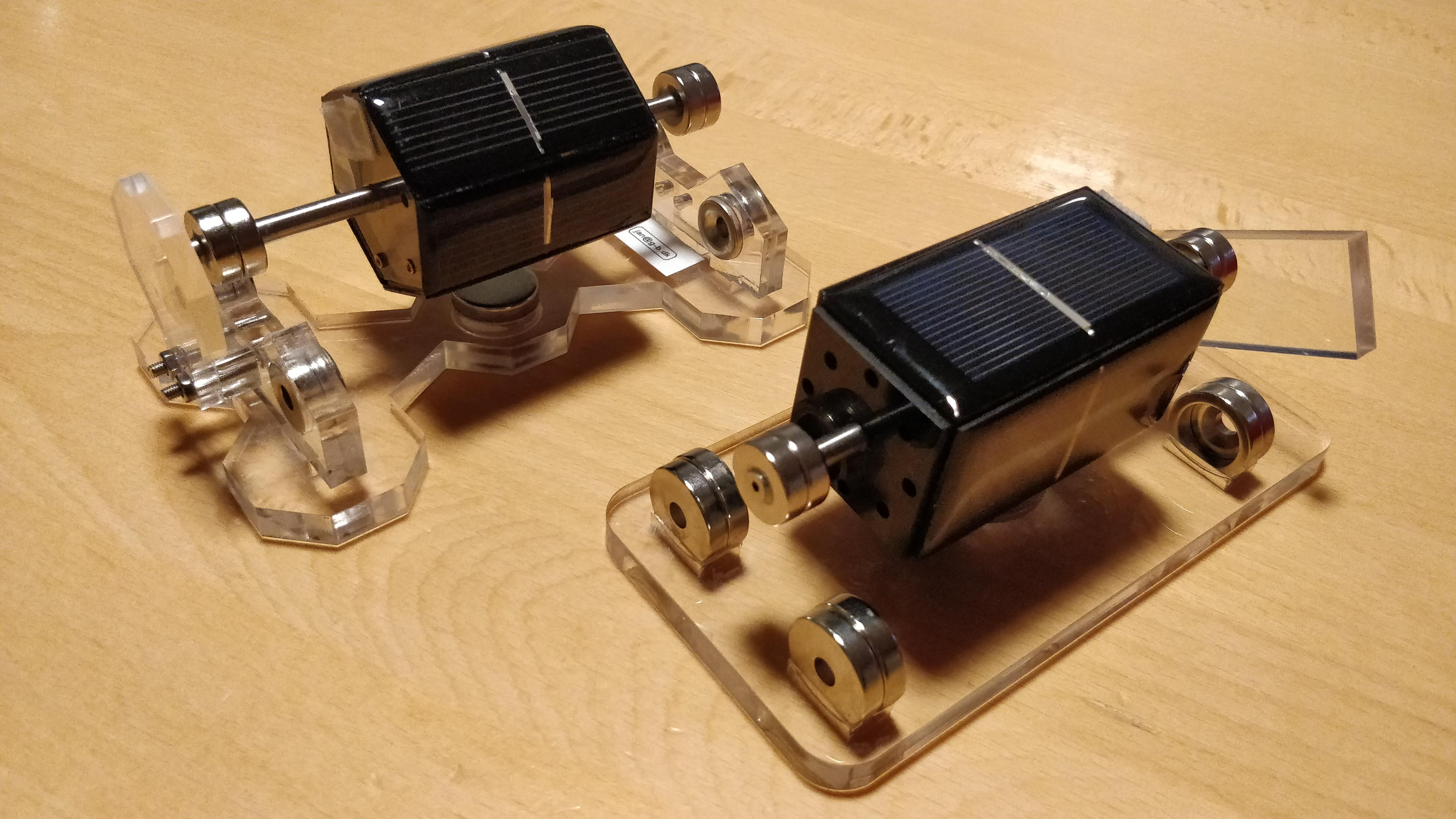
Мендосінські мотори, ротори яких магнітно левітують над своїми основами. Найефективніше створює силу Лоренца котушка, що лежить паралельно під двома протилежними сонячними панелями.(див. інструкцію з монтажу на https://klose-mendocinomotor.de/)

Мотор складається з чотиристороннього (квадратного перетину) ротора, насадженого на вал. Ротор має два набори обмоток з живленням від сонячних батарей. Вал розташований горизонтально і на кожному кінці перебуває постійний кільцевий магніт. Магніти на валу забезпечують левітацію, тому що знаходяться над відштовхуючими магнітами, розташованими в основі. Існує додатковий магніт, який знаходиться під ротором і забезпечує магнітне поле для обмоток ротора.
Коли світло падає на одну з сонячних батарей, вона генерує електричний струм який тече по обмотці ротора. Цей струм виробляє магнітне поле, яке взаємодіє з полем магніту під ротором. Ця взаємодія призводить до повороту ротора, наступна сонячна батарея орієнтується до світла і збуджує струм у другій обмотці. Цей процес повторюється, і двигун обертається.
В даний час мендосінський мотор має дуже низьку вихідну потужність.

## Історія
Ідея світлового комутованого двигуна, де сонячна енергія перетворювалася на сонячних батареях і живила окремі котушки двигуна, була вперше описана Дерілом Чапіном в експерименті з сонячною енергією в 1962 році. Експеримент був проведений в Bell Labs, де Чапін разом зі своїм колегами Кельвіном Фуллером і Джеральдом Пірсоном винайшли сучасні сонячні елементи в 1954 році. Замість використання магнітної левітації у версії Чапіна двигун використовував скляний циліндр на вістрі голки, як підшипник котіння c низьким тертям .